# Сапоро
Сапоро (јап. 札幌市) град је у Јапану у префектури Хокаидо, најсевернијем острву. Према попису становништва из 2005. у граду је живело 1.880.875 становника. Сапоро је пети град по величини у Јапану, а највећи и главни град острва Хокаидо. То је главни град префектуре Хокаидо и потпрефектуре Ишикари. Сапоро се налази на југозападу Хокаида, унутар алувијалне лепезе реке Тојохира, која је притока реке Ишикари. Сматра се културним, економским и политичким центром Хокаида.
Као и код већег дела Хокаида, област Сапора је населио домородачки народ Ајну, почевши од пре више од 15.000 година. Почевши од касног 19. века, Сапоро је све више насељавао јаматске мигранте. Сапоро је био домаћин Зимских олимпијских игара 1972. године, првих Зимских олимпијских игара икада одржаних у Азији, и других олимпијских игара одржаних у Јапану након Летњих олимпијских игара 1964. године. Сапоро се тренутно кандидује за Зимске олимпијске игре 2030. године. Сапорска купола је била домаћин три утакмице током ФИФА Светског првенства 2002. и две утакмице током Светског првенства у рагбију 2019. Поред тога, Сапоро је три пута био домаћин Зимских азијских игара, 1986, 1990, и 2017 и Зимске Универзијаде 1991. године.
Сапоро је прворангиран на ранг листи атрактивности градова у Јапану. Годишњи Фестивал снега у Сапороу привлачи више од 2 милиона туриста из иностранства. Друге значајне локације укључују Музеј пива Сапоро, који је једини музеј пива у Јапану, и ТВ торањ Сапоро који се налази у парку Одори. У њему се налази Универзитет Хокаидо, непосредно северно од Сапоро станице. Град опслужују Окадама аеродром и Нови аеродром Читосе у оближњем Читосеу.

## Географија

### Клима
Сапоро има влажну континенталну климу (Кепен: Dfa), са широким распоном температуре између лета и зиме. Љета су генерално топла, али не претерано влажна, а зиме су хладне и врло снежне, с просечним снегом од 5,96 m (19 ft 7 in) годишње. Сапоро је једна од ретких метропола на свету са тако великим снежним падавинама, које јој омогућавају да одржава догађаје и фестивале са снежним киповима. Тешки снег је последица сибирског антициклона који се развија изнад евроазијске копнене масе и алеутског ниског притиска који се развија над северним Тихим океаном, што резултира протоком хладног ваздуха ка југоистоку преко Цушима струје и западног Хокаида. Просечна годишња количина падавина у граду је око 1.100 mm (43,3 in), а средња годишња температура је 8,5 °C (47,3 °F).
| Клима Сапора, Хокаидо (1991−2020 нормале, екстреми 1877−садашњост)               | Клима Сапора, Хокаидо (1991−2020 нормале, екстреми 1877−садашњост) | Клима Сапора, Хокаидо (1991−2020 нормале, екстреми 1877−садашњост) | Клима Сапора, Хокаидо (1991−2020 нормале, екстреми 1877−садашњост) | Клима Сапора, Хокаидо (1991−2020 нормале, екстреми 1877−садашњост) | Клима Сапора, Хокаидо (1991−2020 нормале, екстреми 1877−садашњост) | Клима Сапора, Хокаидо (1991−2020 нормале, екстреми 1877−садашњост) | Клима Сапора, Хокаидо (1991−2020 нормале, екстреми 1877−садашњост) | Клима Сапора, Хокаидо (1991−2020 нормале, екстреми 1877−садашњост) | Клима Сапора, Хокаидо (1991−2020 нормале, екстреми 1877−садашњост) | Клима Сапора, Хокаидо (1991−2020 нормале, екстреми 1877−садашњост) | Клима Сапора, Хокаидо (1991−2020 нормале, екстреми 1877−садашњост) | Клима Сапора, Хокаидо (1991−2020 нормале, екстреми 1877−садашњост) | Клима Сапора, Хокаидо (1991−2020 нормале, екстреми 1877−садашњост) |
| Показатељ \ Месец                                                                | .Јан.                                                              | .Феб.                                                              | .Мар.                                                              | .Апр.                                                              | .Мај.                                                              | .Јун.                                                              | .Јул.                                                              | .Авг.                                                              | .Сеп.                                                              | .Окт.                                                              | .Нов.                                                              | .Дец.                                                              | .Год.                                                              |
| -------------------------------------------------------------------------------- | ------------------------------------------------------------------ | ------------------------------------------------------------------ | ------------------------------------------------------------------ | ------------------------------------------------------------------ | ------------------------------------------------------------------ | ------------------------------------------------------------------ | ------------------------------------------------------------------ | ------------------------------------------------------------------ | ------------------------------------------------------------------ | ------------------------------------------------------------------ | ------------------------------------------------------------------ | ------------------------------------------------------------------ | ------------------------------------------------------------------ |
| Апсолутни максимум, °C (°F)                                                      | 11,2 (52,2)                                                        | 10,8 (51,4)                                                        | 18,3 (64,9)                                                        | 28,0 (82,4)                                                        | 34,2 (93,6)                                                        | 33,7 (92,7)                                                        | 36,0 (96,8)                                                        | 36,2 (97,2)                                                        | 32,7 (90,9)                                                        | 27,3 (81,1)                                                        | 22,4 (72,3)                                                        | 14,8 (58,6)                                                        | 36,2 (97,2)                                                        |
| Средњи максимум, °C (°F)                                                         | 5,1 (41,2)                                                         | 7,0 (44,6)                                                         | 12,3 (54,1)                                                        | 21,3 (70,3)                                                        | 27,4 (81,3)                                                        | 29,0 (84,2)                                                        | 31,4 (88,5)                                                        | 32,0 (89,6)                                                        | 28,8 (83,8)                                                        | 22,7 (72,9)                                                        | 17,2 (63)                                                          | 9,4 (48,9)                                                         | 32,7 (90,9)                                                        |
| Максимум, °C (°F)                                                                | −0,4 (31,3)                                                        | 0,4 (32,7)                                                         | 4,5 (40,1)                                                         | 11,7 (53,1)                                                        | 17,9 (64,2)                                                        | 21,8 (71,2)                                                        | 25,4 (77,7)                                                        | 26,4 (79,5)                                                        | 22,8 (73)                                                          | 16,4 (61,5)                                                        | 8,7 (47,7)                                                         | 2,0 (35,6)                                                         | 13,1 (55,6)                                                        |
| Просек, °C (°F)                                                                  | −3,2 (26,2)                                                        | −2,7 (27,1)                                                        | 1,1 (34)                                                           | 7,3 (45,1)                                                         | 13,0 (55,4)                                                        | 17,0 (62,6)                                                        | 21,1 (70)                                                          | 22,3 (72,1)                                                        | 18,6 (65,5)                                                        | 12,1 (53,8)                                                        | 5,2 (41,4)                                                         | −0,9 (30,4)                                                        | 9,2 (48,6)                                                         |
| Минимум, °C (°F)                                                                 | −6,4 (20,5)                                                        | −6,2 (20,8)                                                        | −2,4 (27,7)                                                        | 3,4 (38,1)                                                         | 9,0 (48,2)                                                         | 13,4 (56,1)                                                        | 17,9 (64,2)                                                        | 19,1 (66,4)                                                        | 14,8 (58,6)                                                        | 8,0 (46,4)                                                         | 1,6 (34,9)                                                         | −4,0 (24,8)                                                        | 5,7 (42,3)                                                         |
| Средњи минимум, °C (°F)                                                          | −11,8 (10,8)                                                       | −11,7 (10,9)                                                       | −7,9 (17,8)                                                        | −1,4 (29,5)                                                        | 3,9 (39)                                                           | 9,0 (48,2)                                                         | 13,7 (56,7)                                                        | 14,7 (58,5)                                                        | 8,7 (47,7)                                                         | 2,1 (35,8)                                                         | −4,6 (23,7)                                                        | −9,0 (15,8)                                                        | −12,8 (9)                                                          |
| Апсолутни минимум, °C (°F)                                                       | −27,0 (−16,6)                                                      | −28,5 (−19,3)                                                      | −22,6 (−8,7)                                                       | −14,6 (5,7)                                                        | −4,2 (24,4)                                                        | 0,0 (32)                                                           | 5,2 (41,4)                                                         | 5,3 (41,5)                                                         | −0,9 (30,4)                                                        | −4,4 (24,1)                                                        | −15,5 (4,1)                                                        | −24,7 (−12,5)                                                      | −28,5 (−19,3)                                                      |
| Количина падавина, mm (in)                                                       | 108,4 (4,268)                                                      | 91,9 (3,618)                                                       | 77,6 (3,055)                                                       | 54,6 (2,15)                                                        | 55,5 (2,185)                                                       | 60,4 (2,378)                                                       | 90,7 (3,571)                                                       | 126,8 (4,992)                                                      | 142,2 (5,598)                                                      | 109,9 (4,327)                                                      | 113,8 (4,48)                                                       | 114,5 (4,508)                                                      | 1.146,1 (45,122)                                                   |
| Количина снега, cm (in)                                                          | 137 (53,9)                                                         | 116 (45,7)                                                         | 74 (29,1)                                                          | 6 (2,4)                                                            | 0 (0)                                                              | 0 (0)                                                              | 0 (0)                                                              | 0 (0)                                                              | 0 (0)                                                              | 1 (0,4)                                                            | 30 (11,8)                                                          | 113 (44,5)                                                         | 479 (188,6)                                                        |
| Дани са падавинама (≥ 0.5 mm)                                                    | 22,1                                                               | 19,2                                                               | 18,3                                                               | 12,3                                                               | 10,2                                                               | 9,3                                                                | 9,4                                                                | 10,5                                                               | 11,7                                                               | 14,0                                                               | 18,3                                                               | 19,9                                                               | 175,1                                                              |
| Дани са снегом (≥ 0.2 cm)                                                        | 29,1                                                               | 25,2                                                               | 22,5                                                               | 6,7                                                                | 0,1                                                                | 0,0                                                                | 0,0                                                                | 0,0                                                                | 0,0                                                                | 0,9                                                                | 13,5                                                               | 26,8                                                               | 124,4                                                              |
| Релативна влажност, %                                                            | 69                                                                 | 68                                                                 | 65                                                                 | 61                                                                 | 65                                                                 | 72                                                                 | 75                                                                 | 75                                                                 | 71                                                                 | 67                                                                 | 67                                                                 | 68                                                                 | 69                                                                 |
| Сунчани сати — месечни просек                                                    | 90,4                                                               | 103,5                                                              | 144,7                                                              | 175,8                                                              | 200,4                                                              | 180,0                                                              | 168,0                                                              | 168,1                                                              | 159,3                                                              | 145,9                                                              | 99,1                                                               | 82,7                                                               | 1.718                                                              |
| UV индекс                                                                        | 1                                                                  | 1                                                                  | 1                                                                  | 3                                                                  | 4                                                                  | 5                                                                  | 5                                                                  | 5                                                                  | 4                                                                  | 2                                                                  | 1                                                                  | 1                                                                  | 2,8                                                                |
| Извор #1: Japan Meteorological Agency                                            |                                                                    |                                                                    |                                                                    |                                                                    |                                                                    |                                                                    |                                                                    |                                                                    |                                                                    |                                                                    |                                                                    |                                                                    |                                                                    |
| Извор #2: Weather Atlas (UV), Time and Date (dewpoints, 2005-2015), Météo Climat |                                                                    |                                                                    |                                                                    |                                                                    |                                                                    |                                                                    |                                                                    |                                                                    |                                                                    |                                                                    |                                                                    |                                                                    |                                                                    |

## Историја
Пре оснивања града ту су била насеља Аину народа. Град у Јапану је основан 1868. при крају Едо периода. Влада Јапана из тог доба је уочила да Хакодате, који је дотад био главни град Хокаида није на довољно добром месту за одбрану и развој острва.
Замолили су америчку владу да им помогне при планирању развоја града. Сапоро је због тог америчког утицаја добио облик мреже са улицама под правим углом, које су формирале блокове. Све то је било неуобичајено у Јапану. У град су се населили имигранти са Хоншуа.

## Становништво
Према подацима са пописа, у граду је 2005. године живело 1.880.875 становника.
| 1995.     | 2000.     | 2005.     |
| --------- | --------- | --------- |
| 1.757.025 | 1.822.368 | 1.880.875 |

## Спорт
Сапоро има фудбалски клуб Хокаидо консадоле Сапоро.
Познат је као домаћин зимских олимпијских игара 1972. године, што су биле прве зимске олимпијске игре у Азији.
У фебруару се одржава снежни фестивал, који привлачи два милиона туриста. Тада се праве огромне снежне фигуре високе и по десет метара. 
Домаћин је светског првенства у кошарци 2006.

## Партнерски градови
- Минхен
- Портланд
- Шенјанг
- Новосибирск
- Теџон
- Адана